# THE BEST History of GARNET CROW at the crest...
《THE BEST History of GARNET CROW at the crest...》는 가넷 크로우 데뷔 10주년을 기념으로, 전작 베스트 앨범 Best를 이은 2번째 베스트 앨범이다. 부제는 "THE BEST History of GARNET CROW at the crest..."이며 2010년 2월 10일에 발매되었다. 한정반(GZCA-5213, GZCA-5214)과 통상반(GZCA-5215, GZCA-5216) 공통적으로 역대 발매된 모든 싱글 31곡과 신곡 "As the Dew"가 Disc2의 16번째 트랙으로 수록되어 있다. <As the Dew>는 일본 인기 애니메이션 명탐정 코난의 28기 오프닝 테마로 타이업되었다. 한정반의 경우 Premium Disc라고 불리는 Disc3과 미니 포토북이 들어있다. Disc3에는 앨범＊싱글＊C/W에서 엄선된 15곡이 수록되어있다. 그리고 싱글곡 중 Disc 1의 2번 트랙 〈너의 집에 도착 할 때까지 달려가〉는 인디즈 앨범〈first kaleidscope ~너의 집에 도착할 때까지 계속 달려가~〉에 수록된 버전이, 5번 트랙 〈여름의 환상〉은 첫 번째 앨범〈first soundscope ~물이 없는 맑게 개인 바다에~〉에 수록된 버전을 수록하였다.

### 수록곡
- 전체 작사: 아즈키 나나
- 전체 작곡: 나카무라 유리
- 전체 편곡: 후루이 히로히토(disc3의 〈Float World〉만 후루이 히로히토, 미구엘 사 페소아)

#### Disc 1
| #   | 제목                                                                                                   | 재생 시간 |
| --- | --- | --------- |
| 1.  | 〈Myterious Eyes〉                                                                                     |           |
| 2.  | 〈너의 집에 도착할 때까지 계속 달려가 (indes ver.)〉 (君の家に着くまでずっと走ってゆく（indies ver.）) |           |
| 3.  | 〈두 사람의 로켓〉 (二人のロケット)                                                                    |           |
| 4.  | 〈천 이상의 말을 늘어 놓아도...〉 (千以上の言葉を並べても...)                                          |           |
| 5.  | 〈여름의 환상 (secret arrange ver.)〉 (夏の幻（secret arrange ver.）)                                  |           |
| 6.  | 〈flying〉                                                                                             |           |
| 7.  | 〈Last love song〉                                                                                     |           |
| 8.  | 〈call my name〉                                                                                       |           |
| 9.  | 〈Timeless Sleep〉                                                                                     |           |
| 10. | 〈꿈을 꾸고 난 후에〉 (夢みたあとで)                                                                   |           |
| 11. | 〈스파이럴〉 (スパイラル)                                                                              |           |
| 12. | 〈크리스탈 게이지〉 (クリスタル・ゲージ)                                                               |           |
| 13. | 〈울 수 없는 밤도 울지 않는 아침도〉 (泣けない夜も 泣かない朝も)                                       |           |
| 14. | 〈너라는 빛〉 (君という光)                                                                             |           |
| 15. | 〈우리들만의 미래〉 (僕らだけの未来)                                                                   |           |
| 16. | 〈그대를 꾸미는 꽃을 피울거에요〉 (君を飾る花を咲かそう)                                               |           |

#### Disc 2
| #   | 제목                                                                     | 재생 시간 |
| --- | ------------------------------------------------------------------------ | --------- |
| 1.  | 〈잊고 피는〉 (忘れ咲き)                                                 |           |
| 2.  | 〈네가 마음속에 그린 꿈을 모은 HEAVEN〉 (君の思い描いた夢 集メル HEAVEN) |           |
| 3.  | 〈맑음 시계〉 (晴れ時計)                                                 |           |
| 4.  | 〈뢰·내·야〉 (籟・来・也)                                                |           |
| 5.  | 〈꿈 · 불꽃〉 (夢・花火)                                                 |           |
| 6.  | 〈오늘 밤 에덴의 한 편에서〉 (今宵エデンの片隅で)                        |           |
| 7.  | 〈환상〉 (まぼろし)                                                      |           |
| 8.  | 〈바람과 RAINBOW〉 (風とRAINBOW)                                         |           |
| 9.  | 〈이 손을 뻗으면〉 (この手を伸ばせば)                                    |           |
| 10. | 〈눈물의 예스터데이〉 (涙のイエスタデー)                                 |           |
| 11. | 〈세계는 돈다고 말하지만〉 (世界はまわると言うけれど)                    |           |
| 12. | 〈꿈의 하나〉 (夢のひとつ)                                               |           |
| 13. | 〈백년의 고독〉 (百年の孤独)                                             |           |
| 14. | 〈Doing all right〉                                                      |           |
| 15. | 〈꽃은 피고 그저 흔들려〉 (花は咲いて ただ揺れて)                        |           |
| 16. | 〈As the Dew〉                                                           |           |

#### Disc 3 (Premium Disc)
| #   | 제목                                      | 재생 시간 |
| --- | ----------------------------------------- | --------- |
| 1.  | 〈Nora〉                                  |           |
| 2.  | 〈pray〉                                  |           |
| 3.  | 〈소나기의 뜰〉 (夕立の庭)                |           |
| 4.  | 〈Jewel Fish〉                            |           |
| 5.  | 〈Marionette Fantasia〉                   |           |
| 6.  | 〈A crown〉                               |           |
| 7.  | 〈Float World〉                           |           |
| 8.  | 〈사랑의 틈에〉 (恋のあいまに)            |           |
| 9.  | 〈Love is a Bird〉                        |           |
| 10. | 〈해바라기의 색〉 (向日葵の色)            |           |
| 11. | 〈Crier Girl & Crier Bot (ice cold sky)〉 |           |
| 12. | 〈둘러싸 오는 봄에〉 (巡り来る春に)       |           |
| 13. | 〈Go For it〉                             |           |
| 14. | 〈없어진 이야기〉 (失われた物語)          |           |
| 15. | 〈Rainy Soul〉                            |           |

| TV 애니메이션 《명탐정 코난》 여는 곡 2010년 2월 6일 (565화) ~ 2010년 7월 31일 (582화) |                            |                                           |
| 이전 곡: 아이우치 리나 〈MAGIC〉                                                       | 가넷 크로우 〈As the Dew〉 | 다음 곡: 쿠라키 마이 〈SUMMER TIME GONE〉 |
| TV 애니메이션 《매직 쾌두》 여는 곡 2010년 4월 24일 (1기 1화)                          |                            |                                           |
| 이전 곡:                                                                               | 가넷 크로우 〈As the Dew〉 | 다음 곡: 가넷 크로우 〈Misty Mystery〉    |